# Meidericher Schiffswerft
Die Meidericher Schiffswerft GmbH & Co. KG ist eine 1898 gegründete Binnenschiffswerft mit Sitz in Duisburg, die den Neubau, den Umbau und die Reparatur von Binnenschiffen, Rhein-See-Schiffen und Spezialwasserfahrzeugen aller Art durchführt.

## Geschichte
Die Meidericher Schiffswerft wurde am 13. September 1898 von dem Duisburger Bankier Alwin Hilger gegründet. Die Werft verfügt über eine 110-m-Hellinganlage, zwei Stevendocks für Schiffe bis 500 t und bis zu 16 m Innenbreite sowie einen 50 t Umschlagkran.
Neben dem Werftbetrieb sind auf dem Werftgelände in Duisburg eine Vielzahl von Spezialfirmen angesiedelt, die mit eigenen Werkstätten weitere schiffsspezifische Dienstleistungen anbieten.
Seit 1992 verfügt die Meidericher Schiffswerft auch über einen Service für Yacht- und Bootsdienstleistungen für die Sport- und Freizeitschifffahrt.

## Neubauten
Die Meidericher Schiffswerft hat bisher rund 430 Schiffsneubauten von Spezialschiffen aller Art gefertigt. Zum Neubauprogramm gehören unter anderem Fahrgastschiffe, Schulschiffe, Hotelschiffe, Gastronomieschiffe, Eventschiffe, Kirchenboote, Polizeiboote, Feuerlöschboote, Arbeitsschiffe aller Art, Ölwehrboote, Eisbrecher, Bunkerboote, Peilboote, schwimmende Pumpstationen, Kreiselbelüfter, Landungsbrücken und Anlegesteiger. Gebaut werden auch Gütermotorschiffe, Spezialtanker, Schubboote, Schub-Motorschiffe, Schubleichter, Tankleichter; darüber hinaus zahlreiche Spezialfahrzeuge des Wasserbaus wie Eimerkettenbagger, Schwimmgreifer, Automatik-Saugbagger, Motorhydroklappschiffe, Hydroklappschuten und Pontonanlagen aller Art (zum Beispiel zerlegbare Baggerpontons). Hinzu kommen Rhein-See-Schiffe, Seeleichter und absenkbare Hochseetransportpontons bis 10.000 t Tragfähigkeit.